# Liste von Äbtissinnen des Klosters Gnadental (Aargau)
Die Liste von Äbtissinnen des Klosters Gnadental führt die urkundlich genannten Meisterinnen, Äbtissinnen und Priorinnen der Zisterzienserinnenabtei Gnadental auf. Die Schwestern lebten spätestens ab 1297 nach den Zisterziensersatzungen. Die Meisterinnen und Äbtissinnen werden bis in die Mitte des 17. Jahrhunderts meist ohne datierte Quellen nur im Jahrzeitbuch genannt. Nach dem Tod von Maria Roberta Flora Wohler im April 1870 unterblieb eine Priorinnenwahl. Die Subpriorin Theresia Meier leitete den Konvent bis zur endgültigen Aufhebung am 16. Mai 1876 durch den Kanton Aargau. Das Kloster ist seit 1894 eine Pflegeanstalt.

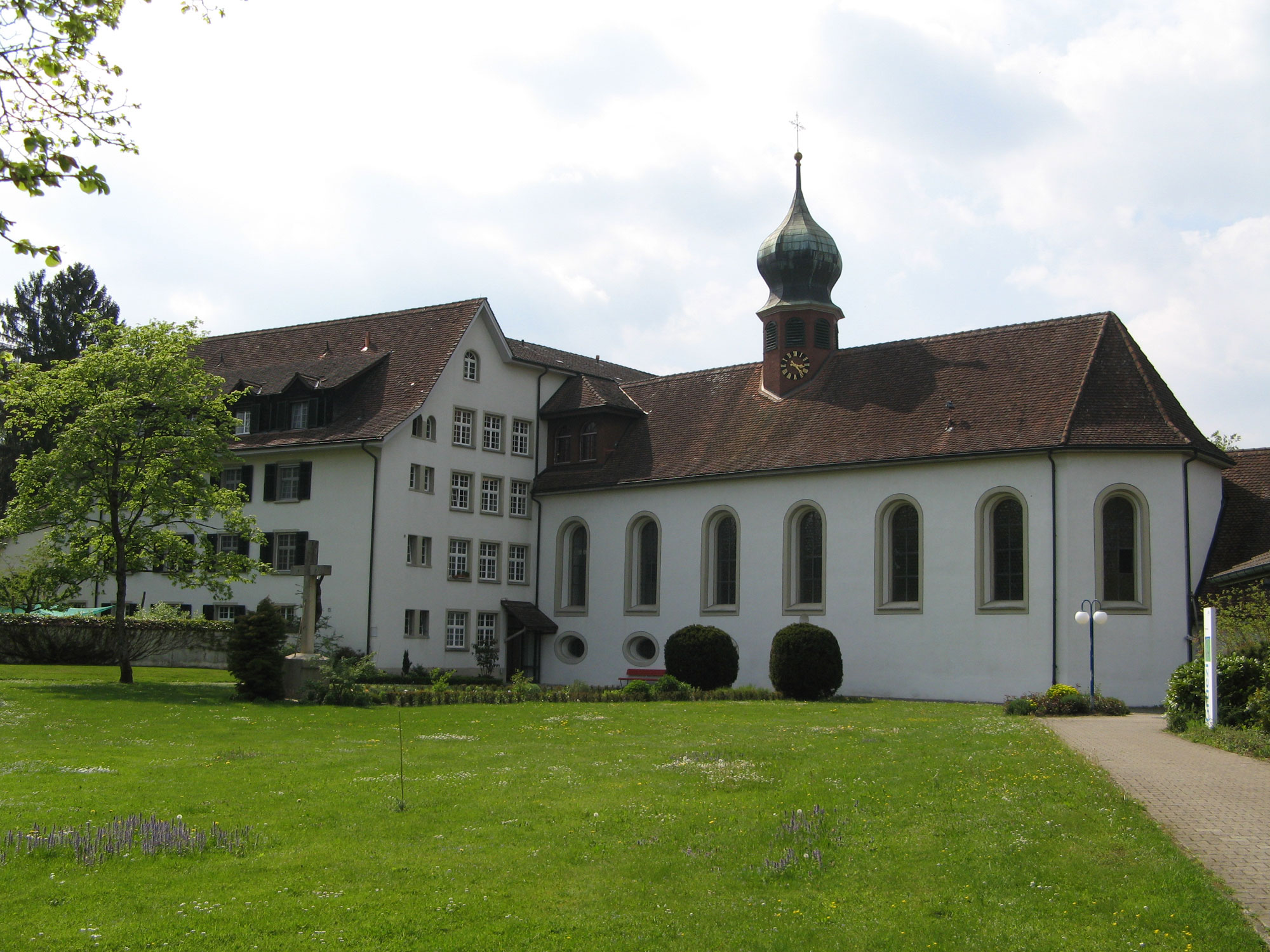
Klosterkirche und Zentralbau, 2009

Die Jahreszahlen beziehen sich auf die Amtszeiten bzw. urkundlich belegte Daten.

## Liste von Meisterinnen
- Adelheid Hess (1298–1305)
- Agatha (1329)
- Beli Brunner (1343)
- Klara von Königsfelden (1362–1369)
- Hedwig von Maschwanden (vor 1396)

## Liste von Äbtissinnen
- Hedwig von Maschwanden (1396–1421)
- Margareta Keller (1421)
- Elisabeth Keller (vor 1441)
- Margareta Brunner (1441 Grosskellnerin, Äbtissin 1441?–1475, nach 1475)
- Elisabeth Baumgartner (nach 1475)
- Barbara Müller (vor 1497)
- Margareta Sumer (1497)
- Margareta Meyer (1504)
- Verena Meyer (1510)
- Verena Nussberger (1519–1534)
- Anna Mäder (–1544)
- Maria Anna Frick (1544/1561–1562; † 1567)
- Anna Maria Wegmann (1563–1597/1608)
- Maria Anna Schnider (1600/1608–1633)
- Maria Anna Knab (1637–1648)
- Maria Sophia Büchler (1648–1652)
- Maria Anna Margareta Pfyffer (1652–1688)
- Maria Theresia von Sonnenberg (1688–1700)
- Maria Bernharda Kündig (1700–1729)
- Maria Rosa Ludovica Cysat (1729–1761)

## Liste der Priorinnen
- Maria Josepha Bucher (1761–1789)
- Maria Bernarda Adalrica Hümbelin (1789–1847)
- Maria Lütgardis Xaveria Amrein (1847–1863)
- Maria Roberta Flora Wohler (1864–1870)
- Theresia Meier (Subpriorin 1870–1876)